# FoxyTunes
A FoxyTunes egy Firefox és Internet Explorer kiegészítő, mely lehetővé teszi a felhasználó számára, hogy a médialejátszóját a böngészőn belül kezelhesse. A FoxyTunes együttműködik a Mozilla Firefox, Internet Explorer, SeaMonkey, Mozilla Alkalmazáscsomag, Flock és Mozilla Thunderbird programokkal.
A kiegészítő támogatja a médialejátszók általános funkcióit, valamint megjeleníti az aktuális zene információit. Fontos ráadás, hogy a kiegészítő segítségével számos webhelyen keresgélhet a felhasználó a zenéhez kapcsolódó képeket, videókat, életrajzokat, leírásokat stb.
2008. február 4-én a Yahoo bejelentette, hogy megállapodott az izraeli fejlesztőkkel, és a FoxyTunes a Yahoo tulajdonába került.

## Támogatott lejátszók

### Microsoft Windows
- 1by1 Player
- Apollo media player
- CoolPlayer
- The Core Media Player
- dBpoweramp audio player
- foobar2000
- iTunes
- Media Center (korábban J. River Media Center)
- jetAudio
- Last.FM
- MediaMonkey
- Media Player Classic
- musikCube
- Musicmatch Jukebox
- Sonique
- Quintessential Player (QCD)
- Pandora
- Real Player
- UltraPlayer
- VLC media player
- Winamp
- Windows Media Player
- wxMusik
- Yahoo Music Engine
- Zinf

### Unix
- XMMS
- Beep Media Player
- Noatun
- Juk
- Amarok
- Music Player Daemon
- Rhythmbox

### Mac OS X
- iTunes

## Külső hivatkozások (angol nyelvűek)
- FoxyTunes honlapja
- FoxyTunes Planet
- FoxyTunes skinek
- Lefordított verziók
- FoxyTunes a Firefox Addons oldalon